# Ansamycine
Ansamycine sind makrocyclische, antibiotisch wirksame Naturstoffe, die strukturell charakterisiert sind durch eine aromatische Komponente, bei der nicht benachbarte Positionen durch eine aliphatische Kette zur Ausbildung einer cyclischen Struktur verbrückt sind (ansa-Verbindung, Phan). Einer der aliphatisch-aromatischen Verbrückungsstellen ist immer eine Amidbindung.
Der Name geht auf Vladimir Prelog und Wolfgang Oppolzer zurück und leitet sich vom lateinischen „ansa“ (Henkel, Griff) ab.

## Vorkommen
Ansamycine kommen in Streptomyces, Nocardia und Micromonospora vor und wurden auch aus pflanzlichem Material isoliert.

## Einteilung
Die natürlich vorkommenden Ansamycine lassen sich unterteilen je nach Art der aromatischen Komponente (Benzolabkömmling/1,4-Benzochinon oder 1,2-Benzochinon, Naphthalinabkömmling/Naphthochinon) und der Kettenlänge der aliphatischen Komponente.
Circa 120 Vertreter wurden identifiziert und charakterisiert (Stand 2000). Die Hauptgruppe bilden die Vertreter der Naphthalin-C17-Gruppe.
| Aromatische Komponente | Benzolisch                                             | Benzolisch                                                         | Naphthalinisch | Naphthalinisch                                                         | Naphthalinisch             |
| Länge der „Ansa“-Kette | C15                                                    | C17                                                                | C17 | C23                                                                    | C9                         |
| Biogene Ansamycine     | Ansamitocin Geldanamycin Herbimycin Macbecin Maytansin | Ansatrienin Cytotrienin Mycotrienin Thiazintrienomycin Trienomycin | Ansathiazin Awamycin Damavaricin Diastrovaricin Halomicin Kanglemycin Proansamycin Protorifamycin Protostreptovaricin Rifamycin Streptovaricin Tolypomycin | Actamycin Diastrovaricin Naphthomycin Naphthomycinol Naphthochinomycin | Rubradirin Protorubradirin |

Zusätzlich zu den natürlich vorkommenden Ansamycinen wurden auch Varianten aus mutierten Stämmen isoliert oder semisynthetisch hergestellt.
Ausgewählte Vertreter:

Geldanamycin
Cytotrienin A
Maytansin
Mertansin bzw. DM1 (halbsynthetisch)
Rifampicin (halbsynthetisch)

## Bedeutung
Vertreter der Naphthalin-C17-Gruppe zeigen eine selektive Wirkung gegenüber Bakterien, indem sie deren RNA-Polymerase hemmen. Therapeutisch bedeutsam sind die Rifamycine. Vertreter der  Benzol-C15-Gruppe wie die Ansamitocine und Maytansine wirken antitumoral. Das zytostatische Maytansin-Derivat DM1 (Mertansin) wird als Antikörper-Wirkstoff-Konjugat mit Trastuzumab (T-DM1, Trastuzumab-Emtansin) zur Behandlung von HER2/neu-positivem Brustkrebs eingesetzt.